# نوف العصيمي
نوف عبد الله العصيمي هي كاتبة سعودية، مختصة في أدب الأطفال، ادرج كتابها «عيد في إبريق» ضمن القائمة الطويلة لجائزة الشيخ زايد للكتاب 2015.

## مؤلفات
| الكتاب                | الناشر                     | سنة الإصدار | عدد الصفحات | ردمك ISBN     |
| --------------------- | -------------------------- | ----------- | ----------- | ------------- |
| عندما طارت النجمة يون | كادي ورمادي للنشر والتوزيع | 2011        | 37          | 9786039009085 |
| كل شيء منقط           | كادي ورمادي للنشر والتوزيع | 2019        | 32          | 9786039098646 |
| تسيل وتسيل حلاوة      | دار أشجار للنشر والتوزيع   | 2017        | 40          | 9789948026532 |
| عيد في إبريق          | كادي ورمادي للنشر والتوزيع | 2014        | 36          | 9786039055716 |
|                       |                            |             |             |               |

## الجوائز
ادرج كتابها «عيد في إبريق» ضمن القائمة الطويلة لجائزة الشيخ زايد للكتاب 2015 - فرع أدب الأطفال، حيث اشتملت القائمة على اثني عشر عملاً من أصل 117 عملا مرشحاً ينتمي مؤلفوها إلى 17 دولة معظمها جاءت من مصر ولبنان والعراق والأردن.
- حصلت على جائزة هزاع 2009
- حصلت على جائزة زايد للكتاب 2016.